# Blubuk (Dukuhwaru)
Blubuk is een bestuurslaag in het regentschap Tegal van de provincie Midden-Java, Indonesië. Blubuk telt 9732 inwoners (volkstelling 2010).